# Chotovice (kraj liberecki)
Chotovice – gmina w Czechach, w powiecie Česká Lípa, w kraju libereckim. 1 stycznia 2014 liczyła 170 mieszkańców.